# Micena humícola
Les micenes humícoles són micenes, cama-secs micenoides, que creixen preferentment sobre fulles, pinyes o virosta .

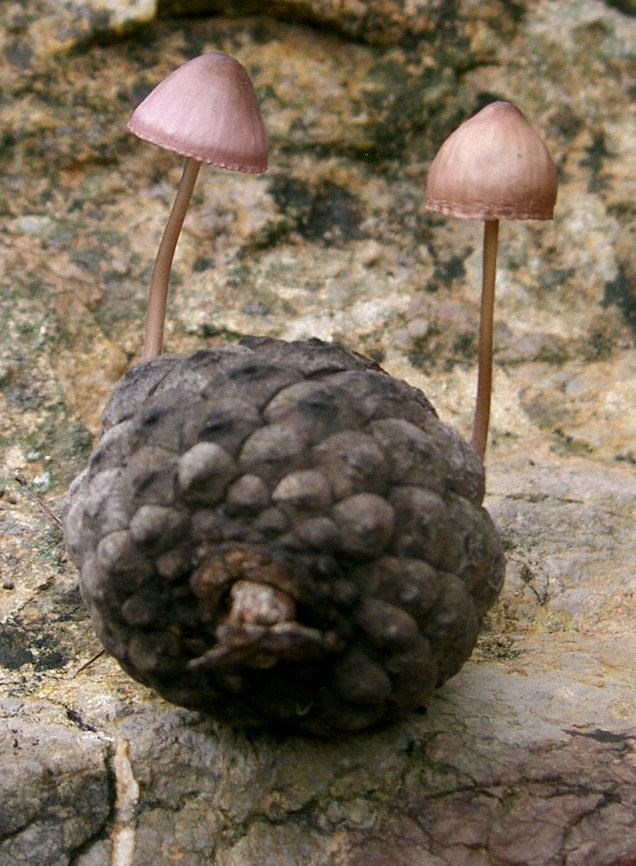
Micena de les pinyes (Mycena seynii)

## Espècies de micenes humícoles
Les espècies de micenes humícoles més corrents són:
- Hemimycena lactea, micena blanca d’acícules
- Hemimycena cucullata, micena blanca de fulles
- Mycena quercus-ilicis, micena de fulles d’alzina
- Mycena aetites, micena de pastures
- Mycena filopes, micena de iode
- Mycena seynii, micena de les pinyes
- Hemimycena epichloë, micena dels rostolls
- Mycena amicta, micena de peu blau
- Atheniella flavoalba, micena groga i blanca
- Mycena zephirus, micena lilosa